# Saneczkarstwo na Zimowych Igrzyskach Olimpijskich 2018 – sztafeta
Sztafeta – ostatnia konkurencja, w której zostały rozdane medale w saneczkarstwie na Zimowych Igrzyskach Olimpijskich 2018 w Pjongczangu.
Zawodnicy o medale olimpijskie walczyli 15 lutego na torze Alpensia Sliding Centre  umiejscowionym w Pjongczangu. Mistrzostwa olimpijskiego z 2014 roku broniła reprezentacja Niemiec.
Złoty wywalczyli Niemcy w składzie Natalie Geisenberger, Johannes Ludwig, Tobias Wendl/Tobias Arlt. Drugie miejsce zajęli Kanadyjczycy, a brąz przypadł Austriakom.
Polacy uplasowali się na 8 miejscu.

## Terminarz
| Data      | Godzina rozpoczęcia | Godzina rozpoczęcia |
| Data      | UTC+09:00           | CET                 |
| --------- | ------------------- | ------------------- |
| 15 lutego | 21:30               | 13:30               |

## Wyniki
| Pozycja | Nr. | Państwo                                                                     | Zawodnicy                    | Kobieta | Mężczyzna | Dwójka | Czas     | Strata |
| ------- | --- | --------------------------------------------------------------------------- | ---------------------------- | ------- | --------- | ------ | -------- | ------ |
| 1.      | 13  | Natalie Geisenberger Johannes Ludwig Tobias Wendl / Tobias Arlt             | Niemcy                       | 46,870  | 48,822    | 48,825 | 2:24,517 | —      |
| 2.      | 11  | Alex Gough Samuel Edney Tristan Walker / Justin Snith                       | Kanada                       | 47,099  | 48,820    | 48,953 | 2:24,872 | +0,355 |
| 3.      | 12  | Madeleine Egle David Gleirscher Peter Penz / Georg Fischler                 | Austria                      | 47,122  | 48,758    | 49,108 | 2:24,988 | +0,471 |
| 4.      | 10  | Summer Britcher Chris Mazdzer Matthew Mortensen / Jayson Terdiman           | Stany Zjednoczone            | 47,266  | 48,660    | 49,165 | 2:25,091 | +0,574 |
| 5.      | 9   | Andrea Vötter Dominik Fischnaller Ivan Nagler / Fabian Malleier             | Włochy                       | 47,078  | 48,827    | 49,188 | 2:25,093 | +0,576 |
| 6.      | 8   | Ulla Zirne Kristers Aparjods Andris Šics / Juris Šics                       | Łotwa                        | 47,369  | 48,891    | 49,055 | 2:25,315 | +0,798 |
| 7.      | 7   | Jekatierina Baturina Roman Riepiłow Aleksandr Dienisjew / Władisław Antonow | Olimpijscy sportowcy z Rosji | 47,523  | 48,615    | 49,211 | 2:25,349 | +0,832 |
| 8.      | 5   | Ewa Kuls-Kusyk Maciej Kurowski Wojciech Chmielewski / Jakub Kowalewski      | Polska                       | 47,711  | 49,134    | 49,568 | 2:26,413 | +1,896 |
| 9.      | 6   | Aileen Frisch Lim Nam-kyu Park Jin-yong / Cho Jung-myung                    | Korea Południowa             | 47,211  | 49,854    | 49,478 | 2:26,543 | +2,026 |
| 10.     | 4   | Raluca Strămăturaru Valentin Crețu Cosmin Atodiresei / Ștefan Musei         | Rumunia                      | 47,097  | 49,609    | 50,138 | 2:26,844 | +2,327 |
| 11.     | 2   | Katarína Šimoňáková Jozef Ninis Marek Solčanský / Karol Stuchlák            | Słowacja                     | 48,032  | 49,326    | 49,635 | 2:26,993 | +2,476 |
| 12.     | 3   | Tereza Nosková Ondřej Hyman Lukáš Brož / Antonín Brož                       | Czechy                       | 48,238  | 49,178    | 49,645 | 2:27,061 | +2,544 |
| 13.     | 1   | Ołena Szumowa Anton Dukacz Ołeksandr Obołonczyk / Roman Zacharkiw           | Ukraina                      | 51,503  | 49,135    | 50,365 | 2:31,003 | +6,486 |